# Aeroportul Regional Alpena County
Aeroportul Regional Alpena County (IATA: APN, ICAO: KAPN, FAA LID: APN) este un aeroport din Comitatul Alpena, Michigan, Michigan, Statele Unite ale Americii ce deservește zona Alpena. Aeroportul a fost tranzitat în 2019 de 25.046 de pasageri. A fost numit după zona deservită.
Situat la o altitudine de 210 m, aeroportul dispune de 2 piste.

## Infrastructură

### Piste
Aeroportul dispune de 2 piste. Pista 01/19 are suprafața de beton și dimensiunile 9.001 picioare × 150 picioare. Pista 07/25 are suprafața de beton și dimensiunile 5.028 picioare × 100 picioare. 